# Dorfkirche Daspig

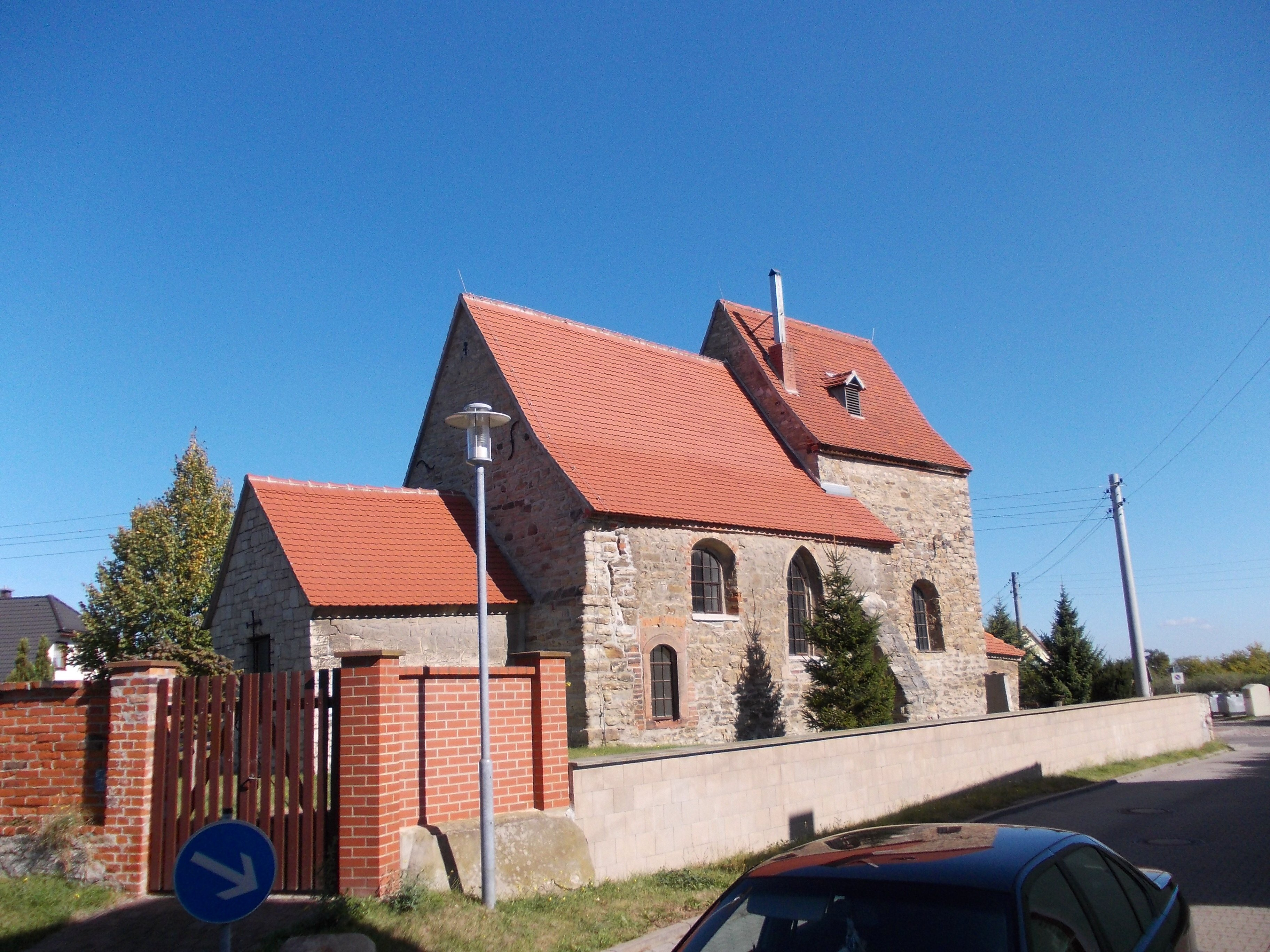
Dorfkirche Daspig von Süden

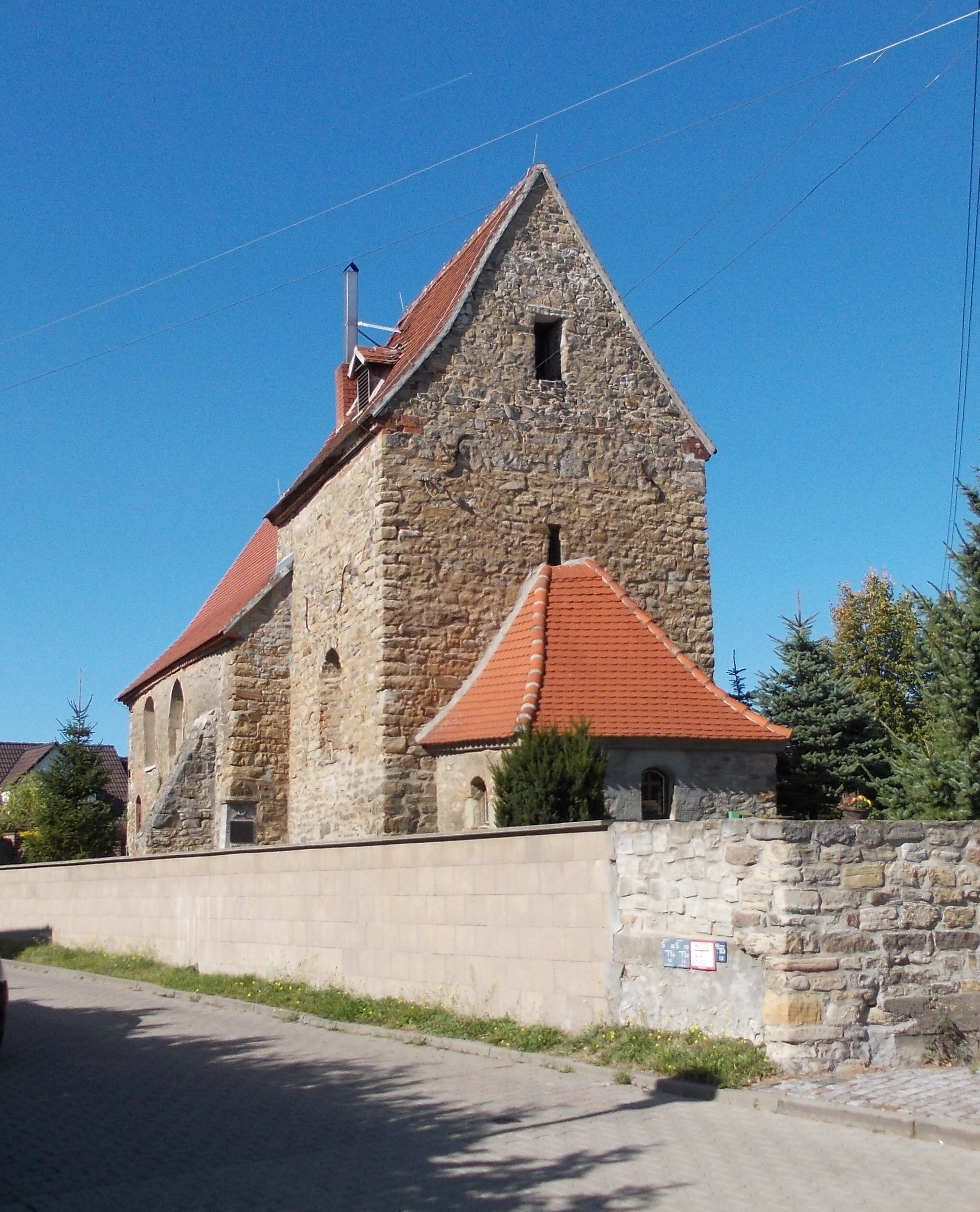
Ansicht von Südosten

Die Dorfkirche Daspig ist eine denkmalgeschützte evangelische Kirche im Ortsteil Daspig der Stadt Leuna in Sachsen-Anhalt. Im örtlichen Denkmalverzeichnis ist sie unter der Erfassungsnummer 094 20795 als Baudenkmal verzeichnet. Sie gehört zum Pfarrbereich Leuna-Unteres Geiseltal im Kirchenkreis Merseburg der Evangelischen Kirche in Mitteldeutschland.

## Geschichte und Architektur
Die Dorfkirche von Daspig, deren Patrozinium und genaues Erbauungsjahr nicht bekannt sind, befindet sich an der Wendenstraße in Daspig. Der kleine Bruchsteinbau mit niedrigem östlichen Chorturm und breiterem Schiff ist im Ursprung romanisch;  auf einer Tafel neben der Kirche wird sie als Wehrkirche bezeichnet.
Anfang des 16. Jahrhunderts und im Jahr 1678 wurde sie durchgreifend verändert. Eindrucksvoll ist dabei die Staffelung der einzelnen Gebäudeteile. An der später entstandenen Vorhalle auf der Nordseite wurde ein spätgotisches Stabwerkportal mit alter Verriegelung wieder verwendet.

## Ausstattung
Mit dem Umbau 1678 und in den Jahren danach erhielt die Kirche eine barocke Ausstattung, zu der u. a. die Emporen aus dem Umbaujahr gehören. Das Erdgeschoss des Turms hat  eine flache marmorierte Balkendecke, im Kirchenschiff findet man dagegen ein segmentbogiges Tonnengewölbe vor.
Der hölzerne Kanzelaltar, um 1720 gefertigt, besitzt schwungvoll geschnitzte Akanthuswangen und korinthische Pilaster. Im Sprenggiebel befand sich ursprünglich das jetzt an der Westwand befindliche Doppelwappen des Herzogs Christian von Sachsen-Weißenfels mit Monogramm und Fürstenhut. Es wird vermutet, dass der Altar von Johannes Heinrich Agner d. Ä. (1684–1744) aus Merseburg stammt. Ebenfalls Agner wird der um 1730 geschnitzte Taufengel mit Lesepultaufsatz zugeschrieben.
Weitere Ausstattungsgegenstände sind eine spätgotische Sakramentsnische wie auch  ein qualitätvolles barockes Vortragekreuz aus der ersten Hälfte des 18. Jahrhunderts, gebildet aus Ranken, die in vier Blüten auslaufen mit beidseitigem Corpus Christi.
Auf dem Kirchhof befindet sich an der Südostseite der Kirche eine 1927 errichtete Gedenkstätte für Märzgefallene des Jahres 1921.